# اخلاق توصیفی
اخلاق توصیفی،  اخلاقِ توصیفی، در طرفِ مقابلِ اخلاقِ هنجاری قرار دارد. اخلاقِ هنجاری یا اخلاقِ تجویزی، به بررسیِ نظریه‌هایِ اخلاقی می‌پردازد و در نهایت به شکلِ دستوری، تجویز می‌کند که مردم باید چگونه رفتار کنند تا اخلاقی محسوب شود. اگر بخواهیم مقایسه‌ای بینِ سؤالِ اصلی و محوریِ هر کدام از شاخه‌هایِ اخلاق داشته باشیم، می‌توانیم این سؤال‌ها را این‌گونه مطرح کنیم:
اخلاقِ توصیفی: مردم فکر می‌کنند که انجام دادنِ چه کارهایی خوب است؟
اخلاقِ هنجاری: مردم چگونه باید رفتار کنند؟ یا به عبارتی آن‌چه که فیلسوفان درباره‌یِ کارِ درست می‌پندارند چیست؟
اخلاقِ کاربردی: ما چگونه باید، از دانشی که در دو حوزهٔ قبل کسب کرده‌ایم استفاده کنیم و آن را به رفتار تبدیل کنیم؟
فرااخلاق: اخلاق، "خوب"، و دیگر واژه‌هایِ بالا، هر کدام اصلاً چه معنایی دارند؟